# Van (stad)
Van (Armeens: Վան; Koerdisch: Wan) is een stad in het oosten van Turkije en is tevens de hoofdstad van de provincie Van. De stad ligt op de oostelijke oever van het Vanmeer (Van Gölü).

## Demografie
De stad Van telde in 2013 ongeveer 370.190 inwoners. Volgens de toenmalige burgemeester in 2008 lag het aantal inwoners veel hoger dan het officiële 355.000, namelijk tegen de 600.000. Dit zou komen door de grote hoeveelheid binnenlandse ontheemden uit Turks-Koerdistan.
De pro-Koerdische Democratische Samenlevingpartij (DTP) behaalde bij de gemeenteraadsverkiezingen van 2009 53,5% van de stemmen en werd daarmee verreweg de grootste partij in Van.. Later dat jaar werd deze partij verboden vanwege vermeende banden met de Koerdische Arbeiderspartij (PKK).
Tot de Armeense genocide van 1915 vormden de Armeniërs een groot deel van de bevolking in Van.

## Aardbeving
Op 23 oktober 2011 vond ten oosten van Van een aardbeving plaats met een kracht van 7,2 op de schaal van Richter.

## Geboren
- Panos Terlemezjan (1865-1941), kunstschilder

## Archeologie
Het 'Van Kalesi', de Van-rots, was in de oudheid de Urarteese stad Tushpa.

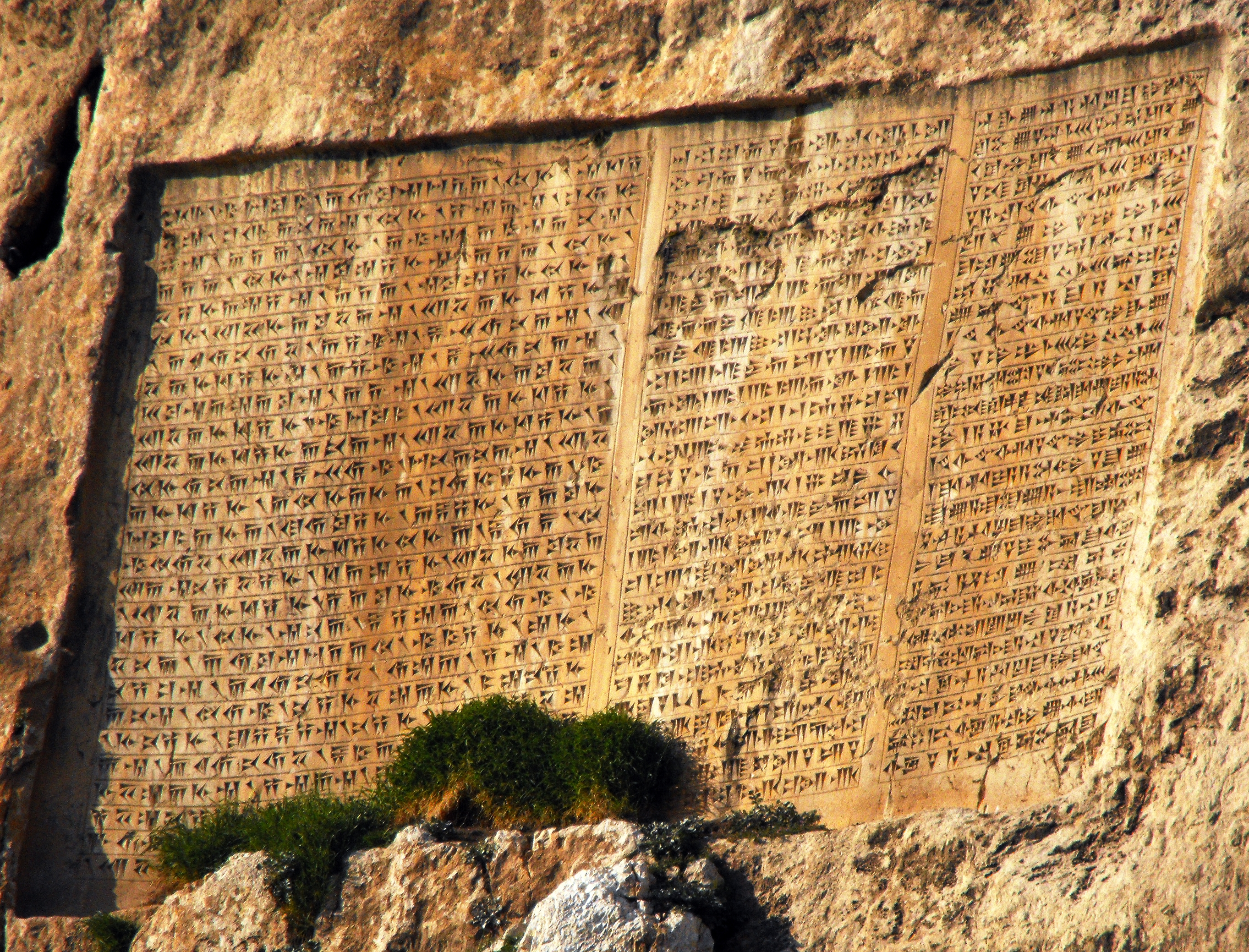
Inscriptie van Xerxes I in het kasteel van Van

- Gemeinsame Normdatei: 4378894-4
- Library of Congress Control Number: n85194879
- Nationale Bibliotheek van Tsjechië: ge730099
- Nationale Bibliotheek van Israël: 987007557618405171
- Virtual International Authority File: 316429846

Adana · Ankara · Antalya · Aydın · Balıkesir · Bursa · Denizli · Diyarbakır · Gaziantep · Kayseri · Mersin · Istanbul · İzmir · İzmit · Konya · Şanlıurfa
Adapazarı · Antiochië (Antakya) · Erzurum · Eskişehir · Kahramanmaraş · Malatya · Manisa · Mardin · Muğla · Altınordu · Samsun · Tekirdağ · Trabzon · Van
Adıyaman · Afyonkarahisar · Ağrı · Akhisar · Aksaray · Alanya · Batman · Bolu · Çanakkale · Ceyhan · Çorlu · Çorum · Darıca · Derince · Düzce · Edirne · Elazığ · Erzincan · Gebze · Giresun · İnegöl · İskenderun · Isparta · Karabük · Karaman · Kırıkkale · Kırşehir · Körfez · Kütahya · Lüleburgaz · Nazilli · Niğde · Osmaniye · Rize · Siirt · Sivas · Tarsus · Tokat · Turgutlu · Uşak · Yalova ·  Zonguldak